# پارک جی بین
پارک جی بین (کره‌ای: 박지빈؛ زادهٔ ۱۴ مارس ۱۹۹۵) بازیگر اهل کره جنوبی است. او حرفهٔ بازیگری خود را به عنوان بازیگر کودک آغاز کرد و از جمله کارهای قابل توجه او می‌توان به سلام برادر (۲۰۰۵) و پسران فراتر از گل‌ها (۲۰۰۹) اشاره کرد.

## زندگی شخصی
پارک جی بین در ۲۶ مه ۲۰۱۵ خدمت سربازی خود را آغاز کرد و در ۲۵ فوریه ۲۰۱۷ مرخص شد.